# Karen Hoff
Karen Hoff (Vorup, 29 mei 1921 - 29 februari 2000) was een Deens kanovaartster.
Hoff won tijdens de Olympische Zomerspelen 1948 de gouden medaille in de K1 500m.
In 1948 werd Saimo wereldkampioen in de K2 500m met Bodil Svendsen en twee jaar later werd ze tweede in de K1 500m.

## Belangrijkste resultaten

### Olympische Zomerspelen
| Editie | Plaats | Resultaten |
| ------ | ------ | ---------- |
| 1948   | Londen | K1 500m    |

### Wereldkampioenschappen vlakwater
| Jaar | Plaats     | Resultaten |
| ---- | ---------- | ---------- |
| 1948 | Londen     | K2 500m    |
| 1950 | Kopenhagen | K1 500m    |

1948: Karen Hoff ·
1952: Sylvi Saimo ·
1956: Jelizaveta Dementjeva ·
1960: Antonina Seredina ·
1964: Ljoedmila Pinajeva-Chvedosjoek ·
1968: Ljoedmila Pinajeva-Chvedosjoek ·
1972: Joelia Rjabtsjinskaja ·
1976: Carola Zirzow ·
1980: Birgit Fischer ·
1984: Agneta Andersson ·
1988: Vanja Gesjeva ·
1992: Birgit Schmidt-Fischer ·
1996: Rita Kőbán ·
2000: Josefa Idem-Guerrini ·
2004: Natasa Janics ·
2008: Inna Osipenko-Radomska ·
2012: Danuta Kozák ·
2016: Danuta Kozák ·
2020: Lisa Carrington ·
2024: Lisa Carrington